# Il cavaliere implacabile
Il cavaliere implacabile (Passion) è un film del 1954 diretto da Allan Dwan.
È un film western girato in California in Technicolor con Cornel Wilde, Yvonne De Carlo e Raymond Burr.

## Produzione
Il film, diretto da Allan Dwan su una sceneggiatura di Beatrice A. Dresher, Joseph Lejtes e Howard Estabrook e un soggetto degli stessi Dresher e Lejtes e di Miguel Padilla, fu prodotto da Benedict Bogeaus tante la Benedict Bogeaus Production e girato a California, da metà aprile a metà maggio 1954. Il titolo di lavorazione fu Where the Wind Dies. Il film doveva originariamente essere diretto da Harmon Jones.

## Distribuzione
Il film fu distribuito con il titolo Passion negli Stati Uniti dal 6 ottobre 1954 al cinema dalla RKO Radio Pictures.
Altre distribuzioni:
- in Svezia il 28 marzo 1955 (Jakt på 5 mördare)
- in Germania Ovest il 13 maggio 1955 (Wo der Wind stirbt)
- in Francia il 1º luglio 1955 (Tornade)
- in Belgio l'8 luglio 1955 (Le fouet de la vengeance)
- in Portogallo il 12 agosto 1955 (Onde Morre o Vento)
- in Finlandia il 16 settembre 1955 (Luovu kostostasi)
- in Austria nell'aprile del 1956 (Wo der Wind stirbt)
- in Danimarca il 29 giugno 1956 (Hedt blod)
- in Austria nel maggio del 1966 (redistribuzione)
- in Brasile (A Lei da Chibata)
- in Brasile (Sob a Lei da Chibata)
- in Cile (Horizontes de odio)
- in Germania (Der Wind des Todes)
- in Grecia (Matomena pathi)
- in Italia (Il cavaliere implacabile)

## Critica
Secondo il Morandini è "un film di insolita bellezza plastica e cromatica in cui si ritrova lo struggente lirismo e la classica semplicità del miglior cinema muto en plein air".

## Promozione
Le tagline sono:
- REVENGE!,,,in the wild and wicked days of Early California!
- THE VIOLENT DAYS of the people whose courage and daring stamped their brand on Early California!
- WILD AND WICKED EARLY CALIFORNIA!
- THE VIOLENT DAYS OF THE TERRORISTS IN PIONEER CALIFORNIA!
- WITH WHIP, KNIFE, GUN,,,they lived! they fought! they killed!